# Autotossicità
L'autotossicità (o autopatia) è un fenomeno biologico per cui una specie inibisce la crescita o la riproduzione di altri membri della sua stessa specie attraverso la produzione di sostanze chimiche rilasciate nell'ambiente. Contrariamente all'allelopatia, che contribuisce principalmente alla competizione interspecifica: l'autotossicità contribuisce esclusivamente alla competizione intraspecifica. Inoltre, le sostanze autotossiche sono sempre inibitorie, mentre quelle allelopatiche non lo sono necessariamente e anzi possono stimolare altri organismi.
L'autotossicità è stata molto studiata in ambito botanico, sia per quanto riguarda le comunità vegetali spontanee che per quanto riguarda le coltivazioni agrarie. In agricoltura l'autotossicità è tra le principali cause della stanchezza del terreno nelle monocolture.
Dal punto di vista ecologico, l'autotossicità può contribuire alla diminuzione degli individui appartenenti alla stessa specie e favorire in questo modo la biodiversità a livello locale.